# Jubileu (catolicismo)

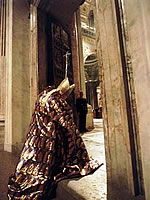
O Papa João Paulo II abre a Porta Santa da Basílica de São Pedro, iniciando o Grande Jubileu de 2000

O Jubileu é uma comemoração religiosa da Igreja Católica celebrada dentro de um Ano Santo, com a diferença de que a celebração jubilar é realizada de 25 em 25 anos. A celebração cristã se fundamenta na Bíblia; tanto no Antigo Testamento, de onde temos a tradição judaica, como no Novo Testamento.

## Origem da palavra
A palavra jubileu vem do hebraico, yovel. Refere-se ao carneiro, cujo chifre foi usado para anunciar o ano festivo. Há estudiosos que oferecem mais uma explicação. Supõe-se que yovel vem do verbo hebraico trazer de volta, pois os escravos voltavam a seu estado anterior de liberdade, não sendo mais servos de homens e sim apenas do Criador; e os terrenos também voltavam aos proprietários originais.
Além da contagem do ano de shemitá, de sete em sete anos, existe a contagem do yovel — o jubileu, que ocorre a cada cinquenta anos, no ano seguinte ao término de sete anos sabáticos.
Na época do Templo Sagrado, isto era exatamente o que acontecia a cada 50 anos. O Yovel caracterizava-se por três obrigações, que recaíam sobre a nação inteira:
a) Abstenção de qualquer trabalho agrícola, exatamente como em Shemitá;
b) Liberdade incondicional para todo escravo hebreu;
c) A devolução de todos os campos aos seus proprietários originais.
No Yovel, os escravos judeus são libertados. A cada ano de Yovel, em Yom Kippur, o San'hedrin (Tribunal Superior) tocava o shofar. A seguir os judeus em Israel, tocavam o shofar. O som podia ser ouvido em Israel inteira, anunciando: Chegou a hora de libertar todos os escravos judeus. Todos os que possuem escravos judeus devem libertá-los e enviá-los à suas casas.
Não importava se o escravo recém começara a servir seu senhor, ou se já havia trabalhado seis anos, todo escravo judeu tinha de ser enviado de volta ao seu lugar de origem. O toque do shofar era um lembrete para ouvir e observar esta mitsvá.
Depois de possuir um escravo por um longo período, o amo deve achar difícil mandá-lo embora; assim como o escravo pode ficar relutante em deixar seu amo. De Rosh Hashaná até Yom Kipur do ano de Yovel, um escravo não retorna à sua casa; nem seu amo pode empregá-lo. Em vez disso, senta-se à mesa de seu amo, come, bebe, e relaxa. Quando o shofar é tocado em Yom kipur, ele finalmente parte. Este período de dez dias de transição ajudam-no a readaptar-se à liberdade. Deus disse: Quando tirei o povo judeu do Egito, tornaram-se Meus escravos. Por isto, nenhum judeu poderá servir a outro por toda a vida, somente Eu posso exigir tal submissão.
Como podemos observar na tradição judaica, como o Jubileu está alicerçado na Torá. Fala-se dele no livro do Êxodo (23, 10-11), no Levítico (25, 1-28), no Deuteronômio (15, 1-6).
Cada sete anos era celebrado o ano sabático (como anteriormente comentávamos), no qual se deviam perdoar todas as dívidas. E cada 50 anos se celebrava o Jubileu.
Santificareis o quinquagésimo ano, proclamando na vossa terra a liberdade de todos os que a habitam. Este ano será para vós Jubileu: cada um de vós voltará à sua propriedade e à sua família. (Lv 25, 10)
O tempo de Jubileu, era um tempo de Paz e Reconciliação, um tempo de festa e perdão. Um tempo de Graça Divina.

## Tradição cristã
O Evangelista São Lucas narra em uma passagem que Jesus vai a uma sinagoga no dia de sábado e proclama um trecho do livro do profeta Isaías: O Espírito do Senhor está sobre mim, por isso ele me ungiu e me mandou anunciar aos pobres uma mensagem, para proclamar aos prisioneiros a libertação e aos cegos a recuperação da vista, para colocar em liberdade os oprimidos e proclamar um ano da graça do Senhor. (Lc 4, 18-20)

## Os Jubileus na história

### 1300: O primeiro Jubileu cristão da história

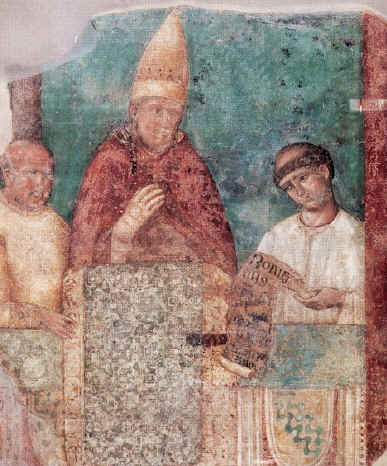
Afresco de Giotto di Bondone representando o Papa Bonifácio VIII na Basílica de São João de Latrão, no Jubileu de 1300.

O primeiro Jubileu cristão foi instituído pelo Papa Bonifácio VIII, em 22 de fevereiro de 1300 com a bula Antiquorum fide relatio. Esta decisão deu à peregrinação a Roma, aos túmulos dos Apóstolos Pedro e Paulo, uma nova dimensão e um novo significado. O início do novo século trouxe a Roma um número excepcional de peregrinos para venerar a mais famosa relíquia romana, a da Verônica que representa o rosto sofredor de Jesus na sua Paixão. O contínuo fluxo de peregrinos levou Bonifácio VIII a convocar um Jubileu cada cem anos e a promulgar a indulgência plenária. "Não houve, desde os tempos mais antigos, tão grande devoção e manifestação de fé do povo cristão," escreveu com entusiasmo um comentador da época.

### 1350: Um Jubileu sem Papa em Roma
No ano 1343 uma delegação de romanos vai a Avinhão, França, onde o Papa Clemente VI se encontrava em exílio desde 1309, a fim de pedir um Jubileu extraordinário no ano 1350, com uma periodicidade mais breve, isto é, de 50 anos. O pedido fundamentava-se num antigo costume hebraico, do qual se fala no Levítico dos quarenta e nove anos depois dos quais o quinquagésimo seria o ano Jubilar. Os romanos eram também pressionados a pedir um jubileu pelo crescente incómodo provocado na cidade pela prolongada ausência do Papa. Este acontecimento jubilar seria uma ocasião oportuna para o regresso do papa à sua sede apostólica. Clemente VI convocou este Jubileu antecipado, concedeu a indulgência plenária àqueles que fossem junto dos túmulos dos apóstolos Pedro e Paulo. A novidade a respeito do ano 1300 é que foi incluída a Basílica de São João de Latrão. Todavia, por motivos políticos, ao Papa não foi possível ir a Roma.

### 1390: O Jubileu teve uma nova periodicidade
A sequência dos jubileus depois de 1350 foi perturbada pelo grande Cisma do Ocidente de 1378. Foi um conflito ligado à legitimidade da escolha e eleição do papa. O Jubileu teve uma data diferente. Urbano VI promulgou-o para o ano 1390. Era sua intenção introduzir uma nova periodicidade: a de trinta e três anos, em memória da vida de Jesus. Contudo, vários motivos levaram a que esta proposta não fosse considerada e o Jubileu realizou-se em 1390. Foi celebrado por Bonifácio IX, sucessor de Urbano VI. Neste Jubileu, juntou-se mais uma Basílica para os peregrinos visitarem: a Basílica de Santa Maria Maior.

### 1400: A peregrinação penitencial
Bonifácio IX quis que se celebrasse também o Jubileu de 1400 para que o período de 50 anos decidido em 1350, passasse a ser respeitado. A Igreja estava ainda dividida entre Roma e Avinhão, onde reinava um antipapa. Os cristãos franceses, espanhóis e parte dos italianos não tomaram parte na peregrinação jubilar dado que os seus soberanos, tendo aderido ao cisma, impediram aos seus súbditos a participação no Jubileu. Bonifácio IX estendeu a peregrinação em busca de indulgências às basílicas de São Loureço fora de Muros, Santa Maria em Trastevere e Santa Maria Rotonda, que se juntavam assim às basílicas maiores, já escolhidas nos Jubileus anteriores, nas sete igrejas de peregrinação de Roma. No Jubileu de 1400 teve início um novo tipo de peregrinação penitencial que, partindo de vários pontos da Itália setentrional, se dirigiam para Roma sob o lema: "Paz e Misericórdia".

### 1423: O Jubileu da restauração pós-cisma
Depois do Cisma do Ocidente, (período em que chegou-se a ter três papas), foi eleito em 1417, o Papa Martinho V, o papa que recuperou a unidade da Igreja. Para demonstrar sua autoridade, o Papa Martinho V retomou a ideia do Papa Urbano V, e contando 33 anos depois do jubileu de 1390, convocou um novo jubileu. Para este jubileu tampouco redigiu uma bula de convocação. O pregador para a preparação do jubileu foi São Bernardino de Siena.

### 1450: O Jubileu dos Santos
Este Jubileu foi proclamado na Basílica de São João de Latrão por Nicolau V, considerado o primeiro papa humanista. A resposta dos fiéis foi excepcional, tanto que, o Jubileu de 1450 ficou na história como um dos mais participados e como a última grande manifestação coletiva da Idade Média. Nessa ocasião, Roma foi posta à prova pela presença de tão grande número de peregrinos, o que colocou problemas de ordem pública, sanitária além dos relacionados com o alojamento e obtenção de mantimentos de primeira necessidade. Ficou definido como o "Jubileu dos Santos", porque em Roma estiveram presentes, além de outros, Santa Rita de Cássia e Santo Antônio de Firenze. Este último definiu o Jubileu como o "Ano de Ouro", para indicar a restabelecida unidade da Igreja do Ocidente depois do Cisma.

### 1475: O Jubileu é também chamado Ano Santo
Após 1475 a periodicidade dos jubileus é de vinte e cinco anos. Sisto IV para fazer convergir em Roma todo o mundo católico suspendeu, durante o ano jubilar, todas indulgências plenárias fora de Roma. Foi utilizada a nova tecnologia , a imprensa descoberta no ano 1444 por Johannes Gutenberg. As Bulas jubilares, as intenções para a jornada do peregrino e as orações a recitar nos lugares sagrados foram pela primeira vez escritas, nos caracteres modernos da imprensa A partir deste Jubileu, entrou em uso a simples e significativa denominação de "Ano Santo" que chegou até aos nossos dias. Sisto IV favoreceu a construção de muitas obras urbanas e arquitetônicas para preparar a cidade para acolher os peregrinos. Entre estas a ponte, de Sisto, com a finalidade de facilitar o fluxo dos fiéis.

### 1500: Em São Pedro abre-se a Porta Santa
A América tinha sido descoberta há oito anos: O Ano Santo de 1500 representa uma passagem não só para um novo século mas também a abertura para um mundo mais vasto. No dia 24 de dezembro de 1499, Alexandre VI inaugurou, solenemente, o Jubileu e usou um novo rito: a abertura da Porta Santa, na Basílica de São Pedro, que a partir desta data passou a exercer a função desempenhada pela porta áurea de São João de Latrão. O Papa quis, além disso, que a abertura das "portas santas" fosse prevista em cada uma das quatro Basílicas Maiores fixadas para a visita jubilar. A partir de então a passagem através da Porta Santa tornou-se um dos acontecimentos mais importantes do Ano Santo. Foi também inaugurada a rua Alexandrina, que ligava o Castelo do Santo Anjo à Basílica de São Pedro.

### 1525: O Jubileu da crise religiosa na Europa
Clemente VII abriu a Porta Santa deste Jubileu num tempo de conflitos religiosos e políticos. Estava-se em plena crise religiosa iniciada por Martinho Lutero, na Alemanha, no ano 1517. O monge Agostiniano tinha, entre outras motivos, levantado a discussão sobre o princípio das indulgências. Era assim que, um dos 'pontos - chave' do Ano Santo, era posto em questão. De um modo geral, de muitos lados era pedida uma Reforma da Igreja. Mas também no campo político o desentendimento era grande: o conflito entre Carlos V de Habsburgo e Francisco I de França deu origem à primeira ruptura política da época moderna na Europa. A Igreja também se ressentiu. Roma foi invadida e saqueada, dois anos depois do Ano Santo, pelas tropas imperiais de Carlos V. Contudo, o Jubileu realizou-se regularmente tendo a Porta Santa sido aberta num clima pouco pacífico.

### 1550: O Jubileu no tempo do Concílio de Trento
São dois os papas deste Jubileu: Paulo III e Júlio III. O primeiro preparou-o até 1549, ano da sua morte, depois de ter encontrado Roma dilacerada pelo pela invasão de 1527 e de dar início à reforma da Igreja Católica com o Concílio de Trento. O segundo celebrou-o a partir de fevereiro de 1550, data da sua eleição. O Ano Santo prolongou-se até à Epifania do ano seguinte compensando assim o atraso inicial. Este Jubileu foi uma ocasião para a realização daquela renovação da vida religiosa que teria encontrado expressão no Concílio de Trento. O esforço realizado pelos romanos no acolhimento foi enorme, especialmente para com os mais pobres.

### 1575: Felipe Neri organiza o acolhimento dos peregrinos
É o primeiro Jubileu depois do Concílio de Trento. Roma preparou-se com particular cuidado e austeridade. Em 1573 deram ordens severas aos donos de albergues para não subirem os preços. Foram construídas novas estradas para favorecer o itinerário dos peregrinos; entre estas , a via Merulana que liga o Palácio de Latrão a Basílica de Santa Maria Maior. O Papa Gregório XIII, na vigília do Ano Santo pediu aos cardeais um novo estilo de vida para edificar os fiéis. Entre os cardeais presentes em Roma encontrava-se Carlos Borromeu, arcebispo de Milão. Este Jubileu é também caracterizado por novas presenças de agregações laicais e religiosas, entre elas a confraternidade da Santíssima Trindade, a dos Peregrinos e a dos Convalescentes, e a Congregação do Oratório, fundada por São Filipe de Neri.

### 1600: Uma grande participação de peregrinos
Os "Avisos de Roma", o jornal citadino editado diariamente, referem que o Ano Santo de 1600 foi o mais bem sucedido, seja pela participação dos fiéis, seja pela particular devoção dos peregrinos. São duas as razões para isso: a Igreja começa a colher os frutos trazidos pelo Concílio de Trento; o substancial clima de Paz que envolve a Europa depois dos anos de guerra e de divisão. Em Roma as instituições de hospedagem, fundadas por várias confrarias, desempenham uma tarefa determinante para resolver o problema do alojamento e do sustentamento da maioria dos peregrinos, que são pobres e não podem ter acesso aos normais albergues.

### 1625: O Jubileu é também para os doentes e presos
O Ano Santo abriu com os "rumores" da guerra dos Trinta Anos, que explodiu em 1618. Urbano VIII emanou uma intimação para proibir a todas as pessoas de trazerem armas e de usarem de violência. Uma epidemia de peste deflagrou no sul de Itália e o papa, para evitar que esta se propagasse a Roma, substituiu a visita à Basílica de São Paulo Extramuros, com a de Santa Maria de Trastevere. Pela primeira vez os efeitos espirituais do Jubileu foram estendidos àqueles que, por motivo de saúde ou de prisão, não pudessem chegar até Roma. Foi uma importante inovação que modificou profundamente o conceito inspirador desta indulgência que, na sua origem, estava ligada à peregrinação a Roma.

### 1650: Restauração da Catedral de Roma para o Ano Santo
Este Jubileu abriu-se, ao contrário do anterior, numa época de relativa paz: acabara a Guerra dos Trinta Anos que transformou a Europa. Inocêncio X abriu o Ano Santo na Basílica de São Pedro, restaurada no seu interior para esta ocasião, na presença de uma enorme multidão de peregrinos. Um dos factos mais relevantes da celebração jubilar foi a do restauro desejado pelo Papa, da Basílica Catedral de Roma, São João de Latrão que, segundo alguns estudiosos, foi, por Borromini, "vestida" de branco como uma esposa. O Papa aproveitou a ocasião da restauração da sua sede episcopal para manifestar o desejo de pacificação da Igreja universal. Inocêncio X tinha, de fato, trabalhado para a pacificação da Europa durante a longa Guerra dos Trinta anos.

### 1675: A colunata de Bernini acolhe pela primeira vez os peregrinos
O Jubileu de 1675 acolheu, pela primeira vez, os peregrinos no interior da colunata da Praça de São Pedro, obra de Gian Lorenzo Bernini. Os braços alargados da colunata são o símbolo mais evidente da disposição da cidade em relação às multidões, que a visitam todos os Anos Santos. Durante a vigília, Clemente X canonizou a primeira santa da América do Sul, Santa Rosa de Lima; depois criou a primeira diocese da América do Norte, no Quebec. Na Quinta-Feira Santa, o papa foi à sede da Confraria dos Peregrinos para lavar os pés a doze pobres e mandou que fosse servido um jantar a dez mil pessoas. A rainha Cristina da Suécia participou, no mesmo lugar, ao lava-pés das peregrinas.

### 1700: O Jubileu no século das luzes
No início de um novo século, chamado "das luzes", fundado sobre o culto da razão. O Jubileu foi aberto por Inocêncio XII que todavia morreu antes do fim daquele ano. O Ano Santo foi, pela primeira vez, perturbado pela morte do Papa. Sucedeu-lhe o Papa Clemente XI. Muitos peregrinos chegaram a Roma para o Jubileu. Entre eles a rainha polaca Maria Cristina, viúva de João III Sobieski que entrou na Basílica de São Pedro descalça, e que, com traje de penitente, visita as igrejas romanas. Um viajante inglês escreveu a respeito da devoção dos peregrinos: "A multidão continua a passar de joelhos pela Porta Santa de São Pedro com tal afluência que ainda não consegui abrir caminho para entrar".

### 1725: O Ano Santo do resgate dos escravos
O Jubileu foi fortemente marcado pela figura de Bento XIII, que promoveu um sínodo na província romana e estabeleceu uma série de normas para a preparação espiritual do mesmo. Os romanos viram o Papa percorrer as estradas da cidade em humildes carroças, salmodiando com devoção durante o percurso e passando dias inteiros em oração na Igreja de Santa Maria sopra Minerva, pertença dos padres Dominicanos, dos quais ele foi membro. O Papa quis que a pregação fosse cuidada nas várias Igrejas de Roma e para esse fim chamou os mais famosos pregadores do tempo. Um fato significativo foi o acolhimento feito pelos Redentoristas a 370 escravos resgatados no Ano Santo. Para o Jubileu foi inaugurada a maravilhosa escadaria da Trindade dos Montes na Praça de Espanha. 

### 1750: O Ano Santo dos pregadores e da cruz do Coliseu
Na bula de convocação do Jubileu, Peregrinantes a Domino, em que Bento XIV sublinha a necessidade de se fazer penitência para que o Ano seja verdadeiramente "Santo": ano de edificação e não de escândalo. O Papa fez notar o valor da peregrinação como modo de superar as dimensões de pecado quotidiano. O Jubileu teve assim uma forte característica espiritual. Entre os pregadores mais escutados está Leonardo, de Porto Maurício, um franciscano reformado. Às suas pregações na Praça Navona assiste também o Papa. Padre Leonardo ergueu, durante o Ano Santo, 572 cruzes, a mais célebre das quais é a do Coliseu de Roma. Esta cruz ainda hoje é venerada. 

### 1775: O Jubileu mais breve da história
Pela primeira vez a bula de proclamação foi feita em italiano: L'Autore della nostra vita. Pio VI, apenas eleito em fevereiro, abriu a Porta Santa em São Pedro para o Jubileu mais curto da história. A preparação tinha sido feita cuidadosamente pelo seu predecessor, Clemente XIV, com um ciclo de pregações, de procissões e de missões nalgumas praças de Roma. As missões respondiam a uma exigência: preparar a cidade para o Ano Santo. Realizaram-se também algumas obras públicas, entre as quais a restauração dos hospitais de Santo Espírito e São João. O Jubileu de 1775 é lembrado também pela presença de um bom grupo de Patriarcas e Bispos católicos de rito oriental.

### 1825: O único Jubileu do oitocentos, celebrado entre dificuldades
O Jubileu do início do século, em 1800, não foi celebrado por causa das profundas perturbações que a Europa atravessava depois da Revolução Francesa. Em 1797 as tropas francesas ocuparam Roma e a cidade tornou-se o centro da República romana. O Papa que deveria convocar o Jubileu, Pio VI, morreu em exílio no ano de 1799. O ano Jubilar passou assim entre a ausência forçada do Papa de Roma, as difíceis condições políticas e a incerteza dos acontecimentos bélicos. O conjunto destes problemas não permitiram a Pio VII pensar em celebrar o Ano Santo, mesmo com algum atraso. Todavia, e para assinalar aquele que seria o encerramento do ano jubilar de 1800, Pio VII concedeu algumas indulgências especiais, sendo uma das assinaláveis a concedida aos peregrinos do Santuário de Nossa Senhora da Ortiga, situado em Ourém, em Portugal.
As chancelarias europeias do período da Restauração viam com preocupação a convocação do Jubileu de 1825, pelo notável número de pessoas que se teriam colocado em movimento. Num tempo de Revoluções liberais e de conspirações, cada viajante é olhado com suspeita. As fronteiras são fechadas; as estradas vigiadas; os asilos desaparecem. Contudo, Leão XII o quis e o realizou. A bula inicial faz referência às dificuldades mas, ao mesmo tempo, estimula a celebração do jubileu com alegria. Entre as novidades, a indulgência concedida àqueles que teriam venerado um dos Ícones mais antigos do mundo, aquele de Nossa Senhora da Clemência, do século VII, guardado na Basílica de Santa Maria em Trastevere.

### 1875: A Porta Santa permanecia ainda fechada
O Jubileu de 1850 não foi proposto, nem celebrado. Pio IX foi exilado por alguns anos e voltou a Roma somente em abril de 1850, demasiado tarde para o proclamar. O afastamento do Papa de Roma, foi a consequência de um amplo fenômeno de agitação geral que atingiu a cidade e os Estados pontifícios do Vaticano a partir de 1848. São os indícios da denominada "questão romana" em que era colocado em discussão "o poder temporal do Papa". Este Jubileu não aconteceu porque deixava aberta uma pergunta a Pio IX e aos seus sucessores: "Seria possível, no futuro, uma outra celebração jubilar visto que era colocado em discussão o poder temporal do Papa?"

### 1900: Abre-se a Porta Santa em clima de conciliação
O novo século que se abre celebra o renascimento do Jubileu. Após setenta e cinco anos reabriu-se a Porta Santa. Leão XIII, no dia 24 de dezembro de 1899, pode inaugurar o primeiro Ano Santo após o fim do poder temporal, e tinha-se pronunciado sobre uma das questões centrais do tempo, aquela social, com a histórica Encíclica Rerum Novarum, que requalificava a visibilidade da Igreja e do pontificado romano. O Jubileu foi uma destas ocasiões. A preparação logística e a organização foi também sustentada, pela primeira vez, pelo Governo italiano. A abertura da Porta Santa fez-se num clima de reconciliação como também de solenidade e de festa. Roma, nessa ocasião, foi visitada por peregrinos de toda parte do mundo. 

### 1925: O Ano Santo da Pacificação e da Paz
É a definição do Jubileu proclamado por Pio XI num clima de renovada reconciliação entre a Igreja e o Estado Italiano. A Imprensa italiana deu amplo espaço ao evento mostrando assim o novo clima de acordo que se restabeleceu em Roma. Pio XI destacou o Jubileu dando-lhe um cunho missionário, visto que as missões constituíam um dos grandes temas do seu pontificado. A ele se deve a consagração dos primeiros Bispos chineses. O ano Jubilar foi também coroado por uma série de solenidades religiosas. Entre as mais sugestivas foram as canonizações: de Santa Teresa de Lisieux, do Cura d'Ars e de São João Eudes. Impressionante foi a participação dos peregrinos que naquele ano vieram a Roma: mais de meio milhão de pessoas. 

### 1950: O Jubileu " do grande retorno e do grande perdão"
Pio XII abriu o Ano Santo com o horizonte carregado de tensões e com feridas da Segunda Guerra Mundial ainda não saradas. Uma mensagem de paz foi incluída no Jubileu de 1950. Era o ano do "grande regresso e do grande perdão" de todos os homens, também dos mais afastados da fé cristã. A Europa foi dividida em duas partes: os católicos do Leste não puderam ir a Roma. Apesar destas dificuldades, a participação dos peregrinos foi extraordinária e a audiência com o papa, a partir deste Jubileu, passou a fazer parte integrante da vida dos fiéis. Videre Petrum (ver Pedro), foi o objetivo de muitos. Durante o ano Jubilar Pio XII proclamou o Dogma da Assunção de Maria, na Praça de São Pedro, na presença de aproximadamente quinhentos mil fiéis e de 622 Bispos. Um outro aspecto positivo foi o espectáculo oferecido pelos peregrinos. O seu exemplo foi definitivo: " A maior pregação deste século".

### 1975: O Jubileu da Reconciliação e da alegria
Tem ainda sentido a celebração do Jubileu? Era uma pergunta que se faziam os católicos no imediato pós-Concílio. Depois do Vaticano II uma celebração jubilar parecia a muitos anacrônica, ligada à ideia da cristandade medieval. Paulo VI sentia estes problemas, mas decidiu não interromper a tradição dos Jubileus. O Papa viu o Ano Santo como ocasião de renovação interior do homem. Na ocasião deste Jubileu escreveu a Exortação Apostólica Gaudete in Domino, com a intenção de colocar as celebrações Jubilares sob o sinal da alegria. Os três pontos fundamentais deste Ano Santo foram: a alegria, a renovação interior e a reconciliação. Um observador leigo da história da Igreja escreveu a propósito do Jubileu de 1975: Foi um grande sucesso.

### 2000: O Grande Jubileu
O Jubileu para o ano 2000, que iria celebrar os 2000 anos da Encarnação, foi colocado pela primeira vez pelo Papa João Paulo II na Carta Apostólica Tertio Millennio Adveniente, de 10 de novembro de 1994. Nesta carta o Papa começava a preparar a Igreja para o Grande Jubileu que se celebraria no ano 2000, para isto, lançava a ideia de se preparar o Jubileu em duas fases:
- Na primeira fase, que compreendia entre os anos de 1994 (data da publicação da Carta Apostólica) a 1996, anos que o papa chamou de anos antepreparatórios. Foi um tempo de consciencialização da Igreja.

- Na segunda fase, o papa convidava a Igreja Católica no mundo inteiro a celebrar um triênio 1997 (Ano de Jesus Cristo, do sacramento do Batismo e da Virtude Teologal da Fé), 1998 (Ano do Espírito Santo, do sacramento da Confirmação e da Virtude Teologal da Esperança) e 1999 (Ano de Deus Pai, do sacramento da Reconciliação e da Virtude Teologal da Caridade).

A proclamação do Grande Jubileu do ano 2000, foi feita pelo Papa João Paulo II na bula Incarnationis Mysterium, de 29 de novembro de 1998. O Jubileu iria começar na noite de 24 de dezembro de 1999 e iria ter a sua conclusão no dia 6 de janeiro de 2001.
Para o Jubileu do ano 2000, o Papa João Paulo II encomendou a construção do Sino do Jubileu 2000 para os jardins do Vaticano. Várias réplicas do sino foram comercializadas por cristãos de várias partes do mundo.

### 2015: Jubileu Extraordinário da Misericórdia
No ano de 2015, o Papa Francisco convocou um Jubileu Extraordinário, com ênfase na Misericórdia, para o período de 8 de dezembro de 2015 a 20 de novembro de 2016. A convocação foi feita por meio da Bula Misericordiae Vultus (O Rosto da Misericórdia). No dia 08 de dezembro de 2015, foi aberta a Porta Santa na Basílica de São Pedro, no Vaticano. Durante a abertura da Porta, um fato inédito na História da Igreja ocorreu: a presença de dois papas na Cerimônia. Além de Francisco, esteve presente o Papa Emérito, Bento XVI.   
Em 13 de dezembro do mesmo ano, foi aberta a Porta Santa na catedral de Roma, a Basílica de São João de Latrão, e em todas as Igrejas Catedrais do Mundo.    
Em 1 de janeiro de 2016 foi aberta a porta santa da Basílica Papal de Santa Maria Maior, em Roma. Celebrada pelo Papa Francisco.

### 2025: O Jubileu da Esperança
Um ano jubilar começou em 24 de dezembro de 2024 e se estenderá até 6 de janeiro de 2026. Ele também marcará o 1.700º aniversário do Concílio de Niceia (325 d.C.). O Papa Francisco fez de 2024 um ano de preparação orante. Proclamado através da bula "Spes non confusat" ("A esperança não decepciona"), seu lema central é "Peregrinos da Esperança", uma forma de recordar os que viajarão a Roma para vivenciar o Ano Santo ou participarão das atividades em suas comunidades locais. Traz para si a mensagem central da Esperança, incentivando a perseverança nesta virtude mesmo diante as incertezas do futuro; portanto, o Jubileu é uma oportunidade para renovar este sentimento. Para o pontífice, também é uma oportunidade para os fiéis terem um encontro pessoal com Jesus, aquele que a Igreja tem o papel de proclamar como «a nossa esperança» (I Timóteo 1:1). Ao todo, 26 grandes eventos jubilares estão previstos para acontecerem durante o Ano Santo, desde as aberturas das Portas Santas nos locais indicados pela bula até os jubileus particulares.

## Lista de anos jubilares católicos romanos

### Jubileus ordinários
1. 1300: Papa Bonifácio VIII
2. 1350: Papa Clemente VI
3. 1400: Papa Bonifácio IX
4. 1450: Papa Nicolau V
5. 1475: Papa Paulo II e Papa Sisto IV
6. 1500: Papa Alexandre VI
7. 1525: Papa Clemente VII
8. 1550: Papa Paulo III e Papa Júlio III
9. 1575: Papa Gregório XIII
10. 1600: Papa Clemente VIII
11. 1625: Papa Urbano VIII
12. 1650: Papa Inocêncio X
13. 1675: Papa Clemente X
14. 1700: Papa Inocêncio XII e Papa Clemente XI
15. 1725: Papa Bento XIII
16. 1750: Papa Bento XIV
17. 1775: Papa Clemente XIV e Papa Pio VI
18. 1825: Papa Leão XII
19. 1875: Papa Pio IX (sem grande Solenidade)
20. 1900: Papa Leão XIII
21. 1925: Papa Pio XI
22. 1950: Papa Pio XII
23. 1975: Papa Paulo VI
24. 2000: Papa João Paulo II
25. 2025: Papa Francisco e Papa Leão XIV

### Jubileus extraordinários
1. 1390: Papa Urbano VI e Papa Bonifácio IX
2. 1423: Papa Martinho V
3. 1585: Papa Sisto V
4. 1655: Papa Alexandre VII
5. 1745: Papa Bento XIV
6. 1829: Papa Pio VIII
7. 1886: Papa Leão XIII
8. 1933: Papa Pio XI
9. 1966: Papa Paulo VI
10. 1983: Papa João Paulo II
11. 2016: Papa Francisco

## Jubileuin perpetuum
Nos lugares onde os jubileus se consolidaram com força suficiente para se repetirem periodicamente como caminho de renovação, a Santa Sé pode conceder regularmente autorização para esta celebração, que é conhecida como Jubileu in perpetuum.